# Sphenomorphus nigrolineata
Sphenomorphus nigrolineata är en ödleart som beskrevs av  George Albert Boulenger 1897. Sphenomorphus nigrolineata ingår i släktet Sphenomorphus och familjen skinkar. IUCN kategoriserar arten globalt som livskraftig. Inga underarter finns listade i Catalogue of Life.